# のさりの島
『のさりの島』（のさりのしま）は、京都芸術大学映画学科の学生とプロが共同で映画を作るプロジェクト「北白川派」により製作され、2021年5月29日公開の日本映画。主演は藤原季節。

## 概要
オレオレ詐欺の旅に出ていた青年が辿り着いた熊本県天草市において出会った老婆との共同生活で孫として生活していくうちに優しい“嘘”の時間に居場所を見つけていく物語。
「のさり」とは熊本県天草地方に伝わる古い言葉で「天からの授かりもの」という意味であり、いいこともそうでないことも、今ある自分の全ての境遇は天からの授かりものという意味が込められている。否定せずに受け入れるという天草の優しさの原点でもある。
監督の山本起也は天草を訪れた際に「オレオレ詐欺の男と電話を受けたおばあさんがついた嘘が寂れた街のシャッターの向こうでいつしか本当になる」という映画の話を地元の方にしたところ、「そんな話、天草にあるかもしれない」と教えられ、映画は天草で撮らなければならないと心に決めたという。
当初は2020年秋に公開予定だったが、新型コロナウイルスの感染拡大に伴い、公開が延期されていた。なお、山西艶子を演じた原知佐子は2020年1月19日に逝去したため、本作が遺作となった。

## キャスト
出典：
- 若い男 / “将太”：藤原季節
- 山西艶子：原知佐子
- 堀川清ら：杉原亜実
- 金子ゆかり：中田茉奈実
- 村本隆典：宮本伊織
- 池崎陽介：西野光
- 大野久美子：小倉綾乃
- 大北：酒井洋輔
- 近藤：kento fukaya
- 堀川健一：水上竜士
- 日向寺：野呂圭介
- 崎津の漁師：外波山文明
- 桑原：吉澤健
- 碓井：柄本明

## スタッフ
- プロデューサー：小山薫堂[1][2]
- 監督・脚本：山本起也[1][2]
- 撮影：鈴木一博
- 照明：守利賢一
- 録音：吉田憲義
- 美術：丸山裕司
- 装飾：嵩村裕司
- 編集：鈴木歓
- スタイリスト：浜井貴子
- 衣裳：藤林さくら
- ヘアメイク：近藤美香
- VFX：西尾健太郎
- タイトル：酒井洋輔
- グレーディング：関谷和久
- ラインプロデューサー：大日方敦史
- ロケーションプロデューサー：小山真一
- キャスティング：小林良二
- 監督補：毛利安孝
- 制作担当：後藤聡
- 音楽：谷川賢作、小倉綾乃、藤本一馬
- 宣伝協力：天草ケーブルネットワーク株式会社
- 協賛：天草信用金庫、ホテルアレグリアガーデンズ天草
- 後援：JCB九州コミュニティ放送協議会
- 製作協力：熊本県天草市、京都芸術大学
- 製作/配給：北白川派